# かたせ梨乃
かたせ 梨乃（かたせ りの、1957年〈昭和32年〉5月8日 - ）は、日本の女優、タレント。東京都豊島区出身。雙葉小学校、雙葉中学校・高等学校卒業、獨協大学外国語学部英語学科中退。特技は英語。所属事務所はパーフィットプロダクション。

## 略歴・人物
芸名の由来は、「かたせ」は母親が静岡県賀茂郡東伊豆町片瀬白田出身であることから。「梨乃」は、本名の「典子」の「のり」を逆にしたもの。文字は姓名判断で字画を考えて決定した。
大学在学中にCMモデルとしてデビューし、ラオックスやヤマハなどのCMに出演。豊満な肉体で人気を集める。
後に、テレビ番組『11PM』にカバーガールとして出演。
その後、三船プロダクションに入り、『大江戸捜査網』でドラマデビュー。
公称サイズ（1977年当時）が身長168cm、B92cm、W61cm、H89cmという、グラマラスな肢体を生かした「肉体派女優」として活躍し、映画『極道の妻たち』シリーズなど、口跡が強い女性役を多く演じて人気を決定付けた。
女性らしい、メリハリのある肉感的なプロポーションを保つため、きちんと食事をして運動することを心がけており、特に水泳を好んでいる。
バストはGカップ。
中高年女性向けの水着にデザイン性や機能性を豊富にしたいと提案し、東レ・ディプロモートと提携（ブランド「Pretty pica pica」のプロデュース兼モデルを務めた）。
私生活では多くの俳優たちとの恋愛説が噂されたが、実際は一度も結婚はしていない。
共演する機会が多かった岩下志麻のことを「お姉ちゃん」と呼んでおり、公私共に仲が良くメール友逹でもある。かたせは岩下について、「女優さんでここまで深く仲良くさせていただいている数少ない方」と評している。
1990年代以降は、主役を支える名脇役として活躍。
ムキムキマン関連の音楽作品も発表しており、未だにコミックソングとして一部の熟年層にカルト的な支持を誇っている。

## 出演

### 映画
- 犬笛（1978年） - 相良
- 隠密同心 大江戸捜査網（1979年） - おりん
- 幻の湖（1982年） - 淀君
- シブがき隊 ボーイズ & ガールズ（1982年） - 沙織
- 愛しき日々よ（1984年） - 小野正子
- 二代目はクリスチャン（1985年） - 百合
- 極道の妻たち シリーズ（1986年 - 1999年）
  - 極道の妻たち（1986年） - 池真琴（粟津環の妹）
  - 極道の妻たちII（1987年） - 榎麻美（グラビアモデル）
  - 極道の妻たち 三代目姐（1989年） - 野方操（野方組組長の妻）
  - 極道の妻たち 最後の戦い（1990年） - 伊勢夏見（福井県の組長の元妻）
  - 新極道の妻たち（1991年） - 桐島美佐子（藤波組顧問弁護士）
  - 新極道の妻たち 覚悟しいや（1993年） - 野木千尋（野木高明の妻）
  - 極道の妻たち 危険な賭け（1996年） - 神鳥静尾（坂松組神鳥組組長の妻）
  - 極道の妻たち 決着（1998年） - 番水彩子（井出組幹部番水組組長の妻）
  - 極道の妻たち 赤い殺意（1999年） - 田所寿美（高須組若頭の妻）
- 吉原炎上（1987年） - 菊川
- 肉体の門（1988年） - 浅田せん
- 流転の海（1990年） - 染乃
- 陽炎（1991年） - 千代春
- 渋滞（1991年） - 遠野千花
- 寒椿（1992年） - 松崎みね
- 男はつらいよ 拝啓車寅次郎様（1994年） - 宮典子
- 東雲楼 女の乱（1994年） - 鶴
- シベリア超特急（1996年） - 李蘭
- 身も心も（1997年） - 岡本綾
- 天使に見捨てられた夜（1999年） - 村野ミロ
- 千年の恋 ひかる源氏物語（2001年） - 大后
- BROTHER（2001年） - クラブのママ
- 風の外側（2007年）
- カケラ（2010年） - 山城陶子
- ロストクライム -閃光-（2010年） - 真山恭子
- 海難1890（2015年） - サト
- 劇場版 コード・ブルー-ドクターヘリ緊急救命-（2018年） - 雪村沙代
- 天外者（2020年12月11日、監督：田中光敏） - 料亭女将
- 孤狼の血 LEVEL2（2021年8月20日） - 五十子環
- BAD CITY（2023年） - マダム（韓国マフィアの首領）
- おしょりん（2023年）[7] - 増永せの
- 天外者 (2023年12月11日)（公開3周年特別上映） - 料亭女将

### テレビドラマ

#### NHK
- 大河ドラマ（総合）
  - 草燃える（1979年） - 小観音 役
  - 春の波涛（1985年） - 岩崎（野島）せい子 役
  - 花の乱（1994年） - 今参局 役
  - 武蔵 MUSASHI（2003年） - お甲 役
  - 花燃ゆ（2015年） - 小田村志乃 役
  - べらぼう〜蔦重栄華乃夢噺〜（2025年） - きく 役
- 銀河テレビ小説（総合）
  - ふたりでひとり（1981年） - 洋子
  - かぐわしき日々の歌（1983年） - 中川初美 役
  - いけずごっこ（1984年） - 明石さおり 役
  - わが歌ブギウギ（1987年） - ユリー・五十鈴 役
- 連続テレビ小説（総合）
  - ハイカラさん（1982年） - トミ 役
  - ロマンス（1984年） - 鈴太郎 役
  - 心はいつもラムネ色（1984年 - 1985年） - 國分時子 役
- 清水みなとストーリー（1986年2月 - 3月、総合）
- イキのいい奴（1987年1月 - 3月、総合） - 梅子 役
- ばら色の人生（1987年、総合）
- 清左衛門残日録（1993年・1995年、総合） - みさ 役
- 土曜ドラマ メナムは眠らず 前後編（1995年7月22日・29日、総合） - フィクサー 役
- 結婚はいかが?（1996年9月 - 10月、総合） - 有馬千秋 役
- BSドラマ「ご就職」（1998年5月16日 - 6月20日、BS2） - 希子 役
- 玩具の神様（1999年11月11日 - 25日、総合）
- 蜜蜂の休暇（2001年6月 - 7月、総合） - 鳴海万里子 役
- つま恋（2001年11月24日、総合）
- NHK正月時代劇「おらが春〜小林一茶〜」（2002年1月3日、総合）
- 慶次郎縁側日記（2004年 - 2006年、総合） - お登世 役
- 行列48時間（2009年、総合） - 佐伯駒子 役
- テンペスト（2011年、BSP） - 大勢頭部 役
- ラスト・ディナー（2013年、BSP） - 吉安美代子 役
- 山女日記〜女たちは頂を目指して〜（2016年 - 2017年、BSP） - 如月直子 役
- ベビーシッター・ギン! 第5話（2019年7月28日、BSP） - 今出川惇子 役

#### 日本テレビ系
- おとこ同志おんな同志（1978年1月 - 2月） - スナック「男と女」のママ
- 警視-K 第13話「マイ・シュガー・ベイブ」（1980年）- 高級コールガールの梨乃
- 桃太郎侍 第234話「金の鯱鉾の女」（1981年4月12日）
- 陽あたり良好!（1982年3月 - 9月） - 高杉正子
- 松平右近事件帳→新松平右近（1982年 - 1983年） - おらん
- 花咲け花子 第2シリーズ（1983年 - 1984年）
- 野望の国（1989年 - 1990年） - 小蝶（鶴羽）
- …ひとりでいいの（1992年） - 青山寿子
- 疑惑のカルテ（1994年5月）
- 遠山金志郎美容室（1994年） - 栗原小夏
- 禁じられた遊び（1995年、よみうりテレビ） - 芝川映子
- 保護観察・少年A（2000年3月）
- ダーティ・ママ!（2012年1月 - 3月） - 香山靖子
- ドクターカー（2016年、読売テレビ） - 朝城涼子

#### TBS系
- 月曜ドラマスペシャル
  - 「温泉仲居番頭物語」（1990年）
  - 「美人秘書の秘密」（1992年 - 1993年）
  - 「十津川警部シリーズ」（1995年 - 2017年） - 十津川直子
  - 「名探偵キャサリン」（1996年 - 2006年） - 主演・希麻倫子
  - 「被害者の妻・夫は二度殺された」（2001年） - 中山聡子
- 月曜ゴールデン
  - 「内部調査官・水平直の報告書」（2011年） - 有賀弥生
- 月曜名作劇場
  - 「温泉殺人事件シリーズ・有馬温泉殺人事件」（2016年） - 吉崎波満子
- 玉ねぎむいたら…（1981年） - 新藤ミカ
- 女7人あつまれば（1982年 - 1983年） - 宮本ゆき
- 水戸黄門 第14部 第9話「悪を蹴散らす南部駒-八戸-」（1983年12月26日） - 百合
- サーティーン・ボーイ（1985年） - 花千代（芸者）
- TBS大型時代劇スペシャル
  - 徳川家康（1988年） - 長勝院
  - 坂本龍馬（1989年） - 坂本乙女
  - 織田信長（1989年） - ねね
  - 源義経（1990年） - もみじ
  - 平清盛（1992年1月1日） - 平時子
  - 天下を獲った男 豊臣秀吉（1993年） - 濃姫
- だまし絵の女（1988年2月） - 高柳玲子
- 結婚してシマッタ!（1988年） - 小早川美智
- デザートはあなた（1993年、毎日放送） - 廻耀子
- ボクの就職（1994年） - 宝田絹子
- 松本清張没後10年特別企画 死んだ馬・殺意の接点（2002年） - 池野三沙子
- 夜王 〜YAOH〜（2005年 - 2006年） - 加納麗美
- 松本清張生誕100年スペシャル「中央流沙」（2009年12月14日、毎日放送と共同制作） - 堀田真紀子
- プロミス・シンデレラ 第4話（2021年8月3日） - 西園寺

#### フジテレビ系
- 金曜ドラマシアター
  - 「主婦たちのざけんなョ!!II 夜のオツトメが怖い」（1992年5月15日） - 主演・田丸エツ子
- 金曜エンタテイメント
  - 「戦後50年特別企画 女たちの戦争 忘れられた戦後史 進駐軍慰安命令」（1995年8月18日）- 主演・香川雪枝
  - 「獣医・佐久間亜里 ペット誘拐殺人事件」（1998年2月13日） - 佐久間亜里
  - 「奥様は警視総監シリーズ」（2006年 - 2009年） - 主演・橘朝子
  - 「松本喜三郎一家物語 〜おじいさんの台所〜」（2007年） - 松本陽子
- 金曜プレステージ
  - 「刑事・鳴沢了2〜偽りの聖母〜」（2011年5月20日） - 佐伯紀子
  - 「女検視官・江夏冬子」（2012年 - ） - 江夏冬子
  - 「銭女」（2014年） - 白井美保
- 新吾十番勝負（1981年 - 1983年） - 弁天小僧
- 大奥 第24話「わんわん行進曲」（1983年、関西テレビ） - 弥生
- 弐十手物語 第12話「吉原恋心中」（1984年）
- 乱歩賞作家サスペンス「その夜、死はウインクした」（1988年、関西テレビ）
- オトコだろッ!（1988年） - 島崎佳恵
- サスペンス・魔「レンタル家族殺人事件」（1993年、関西テレビ） - 戸田あゆ子
- 3番テーブルの客（1996年） - ビビ萩原
- 白い巨塔（2003年 - 2004年） - 佐々木よし江
- 劇団演技者。「雨が来る」（2004年） - 智子
- 悪魔の手毬唄（2009年） - 青池リカ
- ハングリー!（2012年、関西テレビ） - 高嶺薫
- 鴨、京都へ行く。-老舗旅館の女将日記-（2013年） - 塩見鞠子
- 君に捧げるエンブレム（2017年） - 向井史子 [8]
- コンフィデンスマンJP（2018年） - 野々宮ナンシー
- レ・ミゼラブル 終わりなき旅路（2019年） - 斎藤歌織 [9]
- シャーロック (テレビドラマ)（2019年） - 波藤園美

#### テレビ朝日系
- 土曜ワイド劇場
  - 「江戸川乱歩の美女シリーズ・死刑台の美女」（1978年） - 川手民子
  - 「江戸川乱歩の美女シリーズ・妖しいメロディの美女」（1986年） - 大道寺綾子
  - 「美しい人妻の危険な旅　エメラルドの指輪は不倫の証し！」（1990年）[注釈 2] - 竹村伸子
  - 「検察事務官小錦ヤエ子シリーズ」（1997年 - 1998年） - 主演・小錦ヤエ子
  - 「弁天祐美子法律事務所」（2007年 - 2009年） - 弁天祐美子 役
  - 「家政婦は見た!」（2008年） - 宮木由子 役
  - 「終着駅の牛尾刑事VS事件記者・冴子」（2014年） - 朝倉響子 役
  - 「逆転報道の女5」（2016年、ABCテレビ） - 三上玲央 役
  - 「事件17」（2016年） - 鳥居貴美子 役
  - 「深層捜査」シリーズ（2017年 - ） - 柏木百合子 役
- 亭主の家出（1978 - 1979年） - 高丘のり子 役
- 江戸の鷹 御用部屋犯科帖 第10話「凶弾 復讐の女豹」（1978年3月14日）
- 妻たちの熱い午後（1984年） - 高橋みどり 役
- 遠山の金さんII（1985年 - 1986年） - お蘭 役
- はぐれ刑事純情派（1989年） - 寺沢奈津子 役
- 青春オフサイド!女教師と熱血イレブン（1993年、ABCテレビ） - 夏村陽子 役
- 笑ゥせぇるすまん（1999年）
- 女帝（2007年、ABCテレビ共同制作） - 藤村佐和 役
- 点と線（2007年） - ある家の女
- 柳生一族の陰謀（2008年） - 春日局 役
- 必殺仕事人2010（2010年） - 霧島 役
- 刑事定年（2010年） - 今西素子 役
- 愛・命 〜新宿歌舞伎町駆け込み寺〜（2011年） - 高村政江 役
- SP〜警視庁警護課II（2012年） - 鷲尾小夜子 役
- 科捜研の女（2018年） - サトエ・マルケス 役
- ハゲタカ（2018年） - 中森瑞恵 役
- 日曜プライム
  - 「逆転報道の女 FINAL」（2020年） - 三上玲央 役

#### テレビ東京系
- 女と愛とミステリー
  - 「四つの終止符」（2001年） - 松浦時枝 役
  - 「黄金の犬」（2001年） - 北守礼子 役
  - 「犬笛」（2002年） - 秋津順子 役
  - 夏樹静子サスペンス 「軽井沢別荘殺人事件 “Cの悲劇”」（2003年） - 芦田千巻 役
- 水曜ミステリー9
  - 「警視庁心理分析捜査官・崎山知子」（2002年 - 2004年） - 崎山知子 役
  - 「湯けむりドクター華岡万里子の温泉事件簿」（2005年 - 2013年） - 主演・華岡万里子 役
  - 「松本清張 黒い画集-草-」（2015年） - 河原民子 役
  - 「ソタイ 組織犯罪対策課2」（2016年） - 原恵 役
  - 「トカゲの女 警視庁特殊犯罪バイク班3」（2017年） - 多喜遼子 役
- 大江戸捜査網（1978年 - 1982年） - 流れ星おりん 役※女優デビュー
- ドラマ女の手記「嫁姑いびり温泉ふたり旅」（1987年）
- 女無宿人 半身のお紺（1991年） - お紺 役
- 魚心あれば嫁心（1998年） - 山崎晴海 役
- 天下騒乱〜徳川三代の陰謀（2006年） - お江与の方 役
- 徳川風雲録 八代将軍吉宗（2008年） - 於由利 役
- 主水之助七番勝負〜徳川風雲録外伝〜（2008年） - お勢伊 役
- 戦国疾風伝 二人の軍師 秀吉に天下を獲らせた男たち（2011年） - お蔦 役
- スケート靴の約束〜名古屋女子フィギュア物語〜（2013年、テレビ愛知） - 竹井コーチ 役
- 松本清張 強き蟻（2014年） - 椿サキ 役
- 大江戸捜査網2015〜隠密同心、悪を斬る!（2015年） - 松島 役
- プリズンホテル（2017年） - 真野みすず 役
- 孤独のグルメ Season8 第7話（2019年11月16日） - ママ 役
- 呪縛 警視庁強行犯係・樋口顕（2020年10月19日） - 仲村美佐子 役
- 駐在刑事 Season3 第1話（2022年1月14日） - 本郷八重子 役[10]
- 内田康夫サスペンス 浅見光彦 源氏物語殺人事件（2022年12月12日） - 春田雅江 役[11]
- ゲキカラドウ2 第3話（2023年4月21日） - 三つ葉慶子 役[12]
- 私の死体を探してください。（2024年） - 三島みどり 役[13]
- 日本統一 東京編（2025年） - 花園レイコ 役[14]

### バラエティ番組
- 11PM（日本テレビ）
- うそつきクイズ（日本テレビ）
- スターどっきり㊙報告（フジテレビ）
- ナニコレ珍百景（テレビ朝日） - 不定期出演
- 芸能人格付けチェック(2016年1月1日、2020年1月1日 ABCテレビ)
- 林先生が驚く初耳学!（毎日放送）
- チコちゃんに叱られる!（NHK総合） - イメージVTRに多く出演。ゲストパネラーとしても数回出演。
- どっちの料理ショー（よみうりテレビ）
- あさこ・梨乃・○○ 3人で5万円旅（2019年5月11日 - 、テレビ東京）
- プレバト!!（MBS）- 不定期出演（俳句・特待生5級）
- 発見!タカトシランド（北海道文化放送）
  - 2021年4月9日 - 「札幌・美園エリアでイイとこ探し!」
  - 2021年4月16日 - 「札幌・東8丁目通りエリアでイイとこ探し!」
  - 2022年10月28日 - 「札幌・手稲駅エリアでイイとこ探し!」
  - 2022年11月11日 - 「札幌・新琴似エリアでイイとこ探し!」

### ラジオドラマ
- FMシアター（NHK-FM）
  - 『ヘルプマン -俺たちの介護物語-』（全5回）（2022年9月3日 - 10月8日） - 新居正美 役[15]
    - 「第1回 ヘルプマン、覚醒！」（2022年9月3日）[16]
    - 「第2回 希望は、あるか？」（2022年9月17日）[17]
    - 「第3回 極楽へ、行こう」（2022年9月24日）[18]
    - 「最終回 そして、夢へ」（2022年10月8日）[19]

  - 『アイニク憶えはありませんが』（2025年5月24日） - 桜庭英子 役[20]

### CM
- ハトヤホテル「ホテルサンハトヤ・4126体操篇」（1976年）
- ラオックス（1976年）
- 服部セイコー ブレスレット（1977年。ACC CMフェスティバル 第17回テレビフィルムCM部門秀作賞）
- 日清食品 「めんコク」(1979年)
- イトーヨーカドー（1994年・1995年）
- 東レ 水着 (2012年 - 2015年） 着物（2012年 - ）
- はぴねすくらぶ 薬用養毛剤 柑気楼（2010年 -2019年 ）
- 井藤漢方製薬株式会社 サプリメント しじみの入った牡蠣ウコン（2019年 - 2020年）
- 森下仁丹
- P&G インナーサイエンス
- ソフトバンク

## 歌
EPレコード
- ムキムキマンのエンゼル体操（1978年、ビクター）
  - A面「ムキムキマンのエンゼル体操」 歌：かたせ梨乃&カツヤクキン
  - B面「わたしのムキムキマン」（作詞：かたせ梨乃） 歌：亜沙田キム

CD
- コンピレーション盤「ビクター・レコーディングス (6) 1978-1987」（2008年、VICL-62913/4、ビクターエンタテインメント）

「ムキムキマンのエンゼル体操」をディスク1に収録。

## 写真集
- 週刊プレイボーイ特別編集 「DAY FOR NIGHT 娼婦たちへ ─かたせ梨乃写真集」（1988年4月、集英社）撮影：関口照生
- 着物写真集「かたせ梨乃」（1993年2月、扶桑社）企画・きものデザイン・撮影：金田石城　ISBN 978-4594011055